# هیده‌آکی آنو
هیدئاکی آنو (انگلیسی: Hideaki Anno؛ زاده ۲۲ مهٔ ۱۹۶۰) انیماتور، فیلمساز و بازیگر اهل ژاپن است. او بیشتر بخاطر خلق مجموعه انیمه نئون جنسیس اونگلیون (۱۹۹۵) شناخته شده است. سبک او با رویکرد پست‌مدرنیسم و به تصویر کشیدن افکار و احساسات شخصیت‌ها، اغلب از طریق صحنه‌های غیر متعارف است. سری اونگلیون تأثیر بسزایی در صنعت تلویزیون انیمه و فرهنگ عمومی ژاپن داشته به طوری که بسیاری او را به عنوان یکی از اولین نظریه مؤلف رسانه انیمه می‌دانند.